# Stazione di Capranica-Sutri
La stazione di Capranica-Sutri, a servizio dei comuni di Capranica e Sutri, è una stazione ferroviaria posta sulla ferrovia Roma-Capranica-Viterbo, che fungeva un tempo da interscambio con la ferrovia Civitavecchia-Orte, sospesa al traffico dal 1994. La stazione, sita nella frazione di Capranica Scalo, è il principale centro ferroviario, oltre che per i comuni titolari, anche per quelli di Bassano Romano, Ronciglione e Vejano.

## Storia
Fino al 1º agosto 1915 era denominata semplicemente «Capranica»; in tale anno assunse la nuova denominazione di «Capranica-Sutri».
Nel 1961 è stato interrotto il collegamento ferroviario con la stazione di Civitavecchia sul tronco ovest della ferrovia Civitavecchia-Capranica-Orte.
Nel 1994 è stato effettuato l'ultimo treno passeggeri per Orte lungo il tronco est della Ferrovia Civitavecchia-Capranica-Orte. Il tronco est è provvisto di binario tra Capranica e Orte e saltuariamente negli anni sono stati effettuati treni cinematografici e treni merci per trasporti di materiale ferroviario destinato alla Ferrovia Roma-Civita Castellana-Viterbo, collegata tramite raccordo ferroviario alla Ferrovia Capranica-Orte collocato nella stazione di Fabrica di Roma. Il tronco tra Civitavecchia al km 3+709 (raccordo DE.CAR.) e Capranica è dismesso dal 2011.
Da oltre 10 anni, la percorrenza dei binari sulla Capranica-Orte non è consentita a causa della rigogliosa e spinosa vegetazione spontanea presente lungo i binari (saltuariamente i comuni emettono un'ordinanza per la pulizia).
È dotata di sei binari passanti, di cui tre destinati al servizio viaggiatori e un tronchino direzione Roma.
È presente anche una piattaforma girevole per locomotive a vapore.

## Movimento
Nella stazione fermano, a eccezione di un solo treno, tutti i treni regionali in servizio sulla relazione denominata FL3 del Servizio ferroviario suburbano di Roma, svolti da Trenitalia nell'ambito del contratto di servizio stipulato con la Regione Lazio.
La stazione risulta impresenziata dall'estate 2010, il dirigente movimento effettuava anche servizio di vendita titoli di viaggio, adesso la biglietteria è chiusa ma è possibile acquistare i biglietti in una tabaccheria a circa 300 metri dalla stazione.

## Servizi
A fini commerciali la stazione è classificata da RFI nella categoria "Silver".

## Cultura
Nella scena iniziale del film Non ci resta che piangere (1984), i due protagonisti Massimo Troisi e Roberto Benigni si trovano fermi davanti ad un casello ferroviario col passaggio a livello sempre chiuso per via di un cospicuo smistamento ferroviario. Il casello, che nel film si sottende essere in Toscana è, in realtà, situato al lato nord della stazione; alla confluenza della linea da Orte con quella da Viterbo. Il viottolo di campagna che i due intraprendono con l'auto, e che li avrebbe portati indietro nel tempo, porta in realtà allo scalo merci della stazione capranichese.